# 69-я стрелковая дивизия
69-я стрелковая Севская дважды Краснознамённая, орденов Суворова и Кутузова дивизия — общевойсковое формирование (соединение, стрелковая дивизия) РККА, принимавшее участие в Великой Отечественной войне.

## История
Дивизия стрелков сформирована 22 декабря 1941 года в Ташкенте и Чирчике как 461-я стрелковая дивизия из числа военнообязанных Ташкентского, Ферганского, Алма-атинского горвоенкоматов, 7 января 1942 года переименована в 69-ю стрелковую дивизию.
В действующей армии во время ВОВ с 01.04.1942 по 04.02.1943 и с 18.02.1943 по 09.05.1945.
Согласно директиве Генерального Штаба командующему войсками Приволжского военного округа о передислокации стрелковых дивизий от 27.01.1942 дивизия в период с 15 по 20.02.1942 года была передислоцирована из Ташкента в Бобров (Приволжский военный округ), затем в марте 1942 года находилась в Туле, в апреле 1942 года совершила марш в район станции Барятино Смоленской области, заняла оборону длиной 27 километров, держит оборону на вверенном рубеже до января 1943 года. По отчётам дивизии за время обороны уничтожено свыше 3 тысяч солдат и офицеров, разрушено 100 дотов, 30 блиндажей, взорвано два склада с боеприпасами.
1 января 1943 года на участке дивизии вражеские войска произвели неожиданный артналёт и атаку, взяли пленных, заняли первую траншею, только к полудню советские войска восстановили положение. В результате командиров полков и батальонов лишили наград и званий, командира дивизии М. А. Богданова сняли с должности, в этот же день дивизия была сменена на передовой другой и отведена на 15 километров в тыл.
В начале февраля 1943 года дивизия была переброшена в район города Ливны Орловской области. В начале марта 1943 года вела ожесточённые бои на северном фасе Курской дуги в районе посёлка Топоричный, села Плоское (юго-восточнее Дмитровск-Орловского), понесла большие потери, 07.03.1943 была сменена частями 102-й стрелковой дивизии, отведена с передовой, но вскоре снова продолжила неудачное наступление на Комаричи с юга и бои на реке Усожа. В этих боях практически полностью погиб 109-й отдельный истребительно-противотанковый дивизион.
С началом Курской битвы отражала атаки врага на второстепенном направлении в районе Дмитровск-Орловский, оборонялась на фронте протяжением 12 километров от Березовка до Хлебтово (юго-восточнее Комаричей). К началу июля 1943 в полосе дивизии была создана глубоко эшелонированная оборона с развитой системой траншей. В среднем на 1 километр фронта приходилось 4 орудия и 11 миномётов.
08.07.1943 вела тяжёлый оборонительный бой, 10.07.1943 предприняла частное наступление с целью улучшения своих позиций.
В конце июля 1943 года переброшена маршем к реке Сев.
26.08.1943 года, в первый же день наступления, форсировала реку Сев, заняла половину деревни Ново-Ямское, где в ходе боя захватила 40 складов с боеприпасами и военным имуществом. 27.08.1943 совместно со 103-й танковой бригадой освободила город Севск, продолжила наступление в направлении Хутор-Михайловский (Дружба), Шостка, Новгород-Северский. Наступая, к 07.09.1943 форсировала Десну в районе Собича, до 13.09.1943 года вела бои по расширению плацдарма, наступала в направлении Свердловка, Кудлаевка.
В сентябре 1943 года отведена во второй эшелон, пополнялась и укомплектовывалась. 29-30.09.1943 года форсировала реку Сож в районе юго-западнее Старых Ярыловичей. В первый день успеха не добилась, передовой батальон дивизии был сброшен с плацдарма. Но затем дивизия переместилась и на второй день форсировала реку северо-восточнее Карповки, создав небольшой плацдарм.
В первых числах октября 1943 года дивизия, совершив 30-километровый марш, сосредоточилась в районе Лопатни, местечко Радуль, хутор Заречье.
15.10.1943 форсировала Днепр в Лоевском районе Гомельской области, в районе Щитцы, Бывалки, Радуль, шириной прорыва в 4,5 километра, на левом фланге армии захватила на правом берегу плацдарм. К исходу дня 16.10.1943 дивизия захватила на западном берегу реки плацдарм площадью около 40 квадратных километра и, прочно закрепившись на нём, обеспечила переправу на правый берег частей корпуса и других соединений армии. Вела бои на плацдарме вплоть до конца ноября 1943 года.
В начале 1944 года держала оборону в районе города Калинковичи, наступала на него в ходе январской Калинковичско-Мозырской операции.
Участвуя с 23.06.1944 в Бобруйской операции, дивизия, наступая из района южнее Бобруйска, прорвала по болоту первую полосу обороны противника, в этот же день заняла сильно укреплённый пункт Раковичи, к 11.00 27.06.1944 года дивизия во взаимодействии с частями 37-й гвардейской стрелковой дивизии овладела посёлком Глуша, и продолжила наступление в направлении Осиповичи, поддерживаемая 925-м самоходно-артиллерийским полком. 27-28.06.1944 ведёт бои за Осиповичи и освобождает город, тем самым закрепив окружение Бобруйска. Заняла оборону на достигнутых позициях, составляя внешний фронт окружения бобруйской группировки противника, а с 29.06.1944 развернулась фронтом на восток, с целью воспрепятствования выхода вражеских войск из Бобруйска. Ведёт тяжёлые бои с прорывающимися частями противника в районе Осиповичи, только в плен дивизия взяла 3186 немецких солдат и офицеров. С 03.07.1944 года маршем догнала ушедшие далеко вперёд части 18-го стрелкового корпуса.
Затем наступала из района Барановичи, в освобождении которого приняла участие 08.07.1943, через Слоним. Форсировала реку Щара, в ходе наступления продвигалась быстрее других дивизий. Кавалерийский эскадрон вышел к государственной границе Советского Союза и водрузил на ней красный флаг, с ходу форсировал Западный Буг, захватив близ населённого пункта Менженин небольшой плацдарм. На 23.07.1944 вела бои на плацдарме, однако была вынуждена его оставить по приказу.

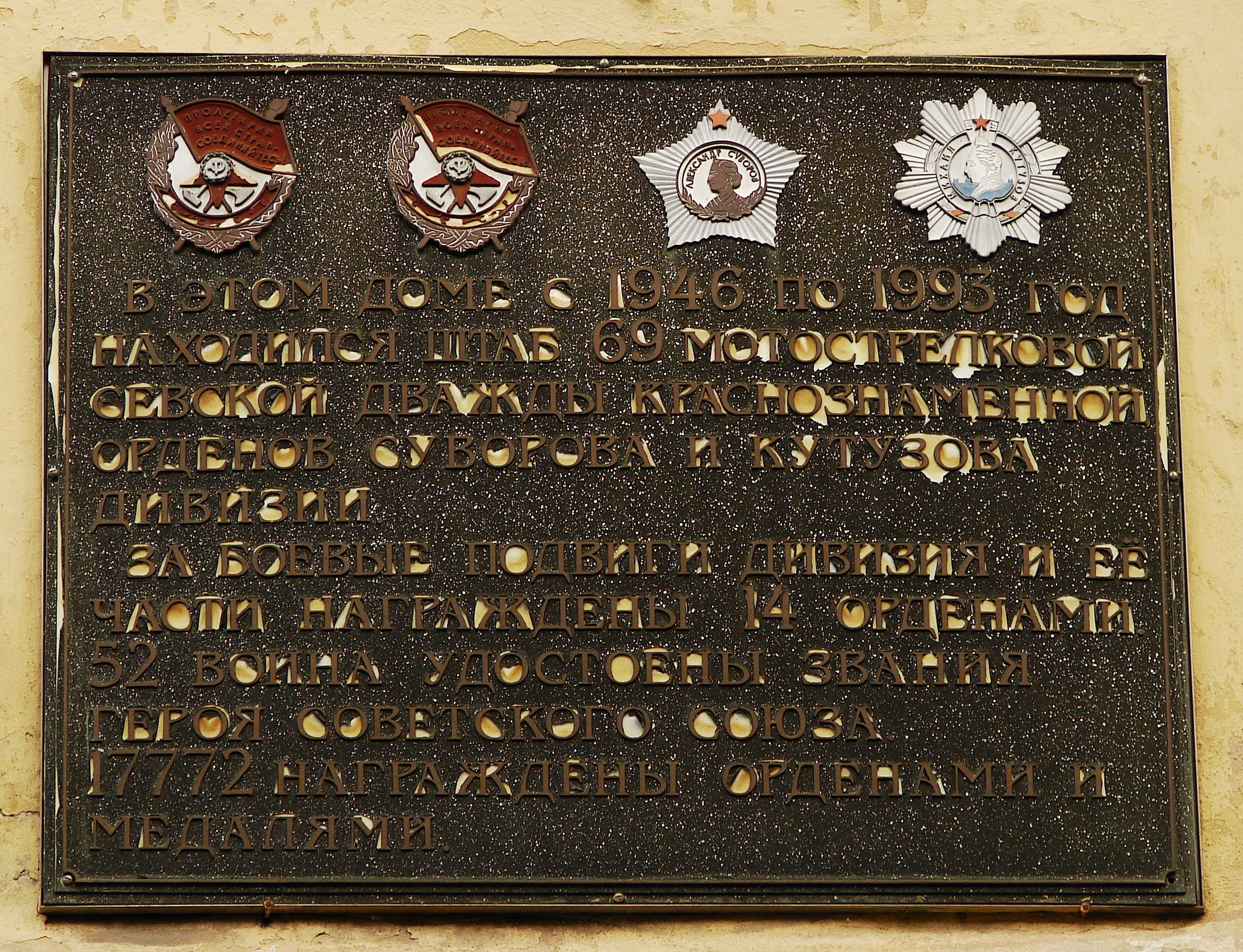
Памятная табличка в Вологде на доме в котором размещался штаб 69-й стрелковой дивизии

05-07.09.1944 форсировала Нарев в районе города Пултуск, в сентябре-октябре 1944 года вела тяжёлые бои по обороне и расширению плацдарма на реке Нарев. Части дивизии в том числе поддерживались 58-й гаубичной артиллерийской бригадой (с октября 1944), 07-08.10.1944 года врагу удалось прорвать оборону дивизии, захватить первую траншею, однако вскоре положение было восстановлено. На Наревском плацдарме дивизия находилась по январь 1945 года. С плацдарма наступала в ходе Восточно-Прусской операции, к концу января вышла на подступы к Грудзендзу, с боями форсировав Вислу в конце января 1945 года, с начала февраля 1945 наступала на Данциг. 28.03.1945 с боями ворвалась в Данциг.
После марша и перегруппировки принимала участие в Берлинской стратегической операции, форсировала Ост-Одер и Вест-Одер, 20.04.1945 сосредоточилась на левом берегу реки в районе Мочилы, вела бои за плацдарм, затем бои за Штеттин. Закончила боевые действия в Ростоке 02.05.1945 года.
За время войны дивизия освободила свыше 5000 населённых пунктов. Более 17000 бойцов и командиров соединения за годы войны были награждены орденами и медалями, 52 стали Героями Советского Союза. На знамёнах полков дивизии 14 боевых орденов.
После окончания Великой Отечественной войны дивизия была передана в Архангельский военный округ (после его упразднения и ряда переформирований военных округов в итоге оказалась в составе Ленинградского военного округа), управление дислоцировано в городе Вологда. В связи с послевоенным сокращением Вооружённых Сил СССР 29 июля 1946 года дивизия была сокращена в 25-ю отдельную стрелковую бригаду, с сохранением почётных званий и наград дивизии.
Однако 28 октября 1953 года на базе этой бригады была вновь восстановлена 69-я стрелковая дивизия. Согласно директиве от 4 июня 1957 года она была преобразована в 69-ю мотострелковую дивизию.
В конце 1980-х гг. 69-я мотострелковая дивизия дислоцировалась в г. Вологда в составе 26-го армейского корпуса ЛВО. В 1989 году дивизия переформирована в 5189-ю БХВТ. На вооружении находились 73 танка (38 Т-54, 35 ПТ-76), 12 РСЗО БМ-21, 22 БТР-50ПУ.

## Подчинение
| Дата            | Фронт (округ)                 | Армия      | Корпус                 | Примечания  |
| --------------- | ----------------------------- | ---------- | ---------------------- | ----------- |
| 01.01.1942 года | Среднеазиатский военный округ | —          | —                      | формируется |
| 01.02.1942 года | Среднеазиатский военный округ | —          | —                      | формируется |
| 01.03.1942 года | Резерв Ставки ВГК             | —          | —                      | —           |
| 01.04.1942 года | Западный фронт                | 50-я армия | —                      | —           |
| 01.05.1942 года | Западный фронт                | 50-я армия | —                      | —           |
| 01.06.1942 года | Западный фронт                | 50-я армия | —                      | —           |
| 01.07.1942 года | Западный фронт                | 50-я армия | —                      | —           |
| 01.08.1942 года | Западный фронт                | 50-я армия | —                      | —           |
| 01.09.1942 года | Западный фронт                | 50-я армия | —                      | —           |
| 01.10.1942 года | Западный фронт                | 50-я армия | —                      | —           |
| 01.11.1942 года | Западный фронт                | 50-я армия | —                      | —           |
| 01.12.1942 года | Западный фронт                | 50-я армия | —                      | —           |
| 01.01.1943 года | Западный фронт                | 50-я армия | —                      | —           |
| 01.02.1943 года | Западный фронт                | 50-я армия | —                      | —           |
| 01.03.1943 года | Центральный фронт             | 65-я армия | —                      | —           |
| 01.04.1943 года | Центральный фронт             | 65-я армия | —                      | —           |
| 01.05.1943 года | Центральный фронт             | 65-я армия | —                      | —           |
| 01.06.1943 года | Центральный фронт             | 65-я армия | —                      | —           |
| 01.07.1943 года | Центральный фронт             | 65-я армия | 18-й стрелковый корпус | —           |
| 01.08.1943 года | Центральный фронт             | 65-я армия | 18-й стрелковый корпус | —           |
| 01.09.1943 года | Центральный фронт             | 65-я армия | 19-й стрелковый корпус | —           |
| 01.10.1943 года | Центральный фронт             | 65-я армия | 18-й стрелковый корпус | —           |
| 01.11.1943 года | Белорусский фронт             | 65-я армия | 18-й стрелковый корпус | —           |
| 01.12.1943 года | Белорусский фронт             | 65-я армия | 18-й стрелковый корпус | —           |
| 01.01.1944 года | Белорусский фронт             | 65-я армия | 18-й стрелковый корпус | —           |
| 01.02.1944 года | Белорусский фронт             | 65-я армия | 18-й стрелковый корпус | —           |
| 01.03.1944 года | 1-й Белорусский фронт         | 65-я армия | 18-й стрелковый корпус | —           |
| 01.04.1944 года | 1-й Белорусский фронт         | 65-я армия | 18-й стрелковый корпус | —           |
| 01.05.1944 года | 1-й Белорусский фронт         | 65-я армия | 18-й стрелковый корпус | —           |
| 01.06.1944 года | 1-й Белорусский фронт         | 65-я армия | 18-й стрелковый корпус | —           |
| 01.07.1944 года | 2-й Украинский фронт          | 52-я армия | 73-й стрелковый корпус | —           |
| 01.08.1944 года | 1-й Белорусский фронт         | 65-я армия | 18-й стрелковый корпус | —           |
| 01.09.1944 года | 1-й Белорусский фронт         | 65-я армия | 18-й стрелковый корпус | —           |
| 01.10.1944 года | 1-й Белорусский фронт         | 65-я армия | 18-й стрелковый корпус | —           |
| 01.11.1944 года | 1-й Белорусский фронт         | 65-я армия | 18-й стрелковый корпус | —           |
| 01.12.1944 года | 2-й Белорусский фронт         | 65-я армия | 18-й стрелковый корпус | —           |
| 01.01.1945 года | 2-й Белорусский фронт         | 65-я армия | 18-й стрелковый корпус | —           |
| 01.02.1945 года | 2-й Белорусский фронт         | 65-я армия | 18-й стрелковый корпус | —           |
| 01.03.1945 года | 2-й Белорусский фронт         | 65-я армия | 18-й стрелковый корпус | —           |
| 01.04.1945 года | 2-й Белорусский фронт         | 65-я армия | 18-й стрелковый корпус | —           |
| 01.05.1945 года | 2-й Белорусский фронт         | 65-я армия | 18-й стрелковый корпус | —           |

## Состав
- 120-й стрелковый полк
- 237-й стрелковый полк (включал 263-ю отдельную армейскую штрафную роту)
- 303-й стрелковый полк
- 118-й артиллерийский полк
- 161-й миномётный дивизион (до 18.10.1942)
- 109-й отдельный истребительно-противотанковый дивизион
- 20-я отдельная разведывательная рота
- 99-й отдельный сапёрный батальон
- 41-й отдельный батальон связи (15-я отдельная рота связи)
- 71-й медико-санитарный батальон
- 102-я автотранспортная рота
- 925-й дивизионный ветеринарный лазарет
- 802-я (1706-я) полевая почтовая станция
- 1102-я полевая касса Госбанка[2]

## Командиры
- Богданов, Михаил Андреевич (14.02.1942 — 04.01.1943), комбриг, с 01.10.1942 генерал-майор
- Кузовков, Иван Александрович (05.01.1943 — 05.12.1943), полковник, с 01.09.1943 генерал-майор
- Санковский, Иосиф Иустинович (06.12.1943 — 06.09.1944), генерал-майор
- Макаров, Фёдор Алексеевич (07.09.1944 — 16.07.1945), полковник, с 02.11.1944 генерал-майор
- Салтыков, Иван Дмитриевич (16.07.1945 — 29.07.1946), полковник
- Лихов, Гавриил Васильевич (29.07.1946 — 07.09.1947), генерал-майор
- Алексеенко, Василий Лаврентьевич (02.10.1947 — 10.05.1949), генерал-майор
- Щербина, Иван Кузьмич (15.06.1949 — 11.01.1951), генерал-майор
- Арабей, Павел Григорьевич (13.01.1951 — 27.09.1953), генерал-майор
- Трапезников, Иван Кириллович (28.10.1953 — 14.06.1958), полковник, с 31.05.1954 генерал-майор
- Потёмкин, Алексей Николаевич (14.06.1958 — 27.02.1960), полковник, с 25.05.1959 генерал-майор
- Крутских, Дмитрий Андреевич (19.09.1960 — 07.08.1967), полковник, с 22.02.1963 генерал-майор
- Ермаков, Владимир Ефимович (07.08.1967 — 02.09.1970), полковник, с 19.02.1968 генерал-майор
- Шульгин, Николай Иванович (19.09.1970 — 23.07.1975), полковник, с 15.12.1972 генерал-майор
- Бренев, Михаил Васильевич (23.07.1975 — 02.09.1978), полковник, с 27.10.1977 генерал-майор

## Награды и наименования
| Награда (наименование)          | Дата                                                              | За что награждена |
| ------------------------------- | ----------------------------------------------------------------- | --- |
| Орден Красного Знамени          | Указ Президиума Верховного Совета СССР от 19.06.1943 года         | За образцовое выполнение боевых заданий командования на фронте борьбы с немецкими захватчиками и проявленные при этом доблесть и мужество.                                                           |
| Почётное наименование «Севская» | Приказ Верховного Главнокомандующего СССР № 07 от 31.08.1943 года | В ознаменование одержанной победы и отличие в боях за освобождение города Севск. |
| Орден Суворова II степени       | Указ Президиума Верховного Совета СССР от 15.01.1944 года         | За образцовое выполнение боевых заданий командования на фронте борьбы с немецкими захватчиками, (за прорыв обороны немцев на Калинковичском направлении) и проявленные при этом доблесть и мужество. |
| Орден Красного Знамени          | Указ Президиума Верховного Совета СССР от 25.07.1944 года         | За образцовое выполнение заданий командования в боях с немецкими захватчиками при форсирование реки Щара, за овладение городом Слоним и проявленные при этом доблесть и мужество.                    |
| Орден Кутузова II степени       | Указ Президиума Верховного Совета СССР от 04.06.1945 года         | За образцовое выполнение заданий командования в боях с немецкими захватчиками при овладении городами Эггезин, Торгелов, Пазевальк, Штрасбург, Темплин и проявленные при этом доблесть и мужество.    |

Награды частей дивизии:
- 120-й стрелковый Краснознамённый[9] ордена Суворова[10] полк
- 237-й стрелковый Краснознамённый[10] ордена Суворова[9] полк
- 303-й стрелковый Гданьский Краснознамённый[11] ордена Суворова[12] полк
- 118-й артиллерийский орденов Суворова[10] и Кутузова[9] полк
- 109-й отдельный истребительно-противотанковый Штеттинский[13] ордена Кутузова[10] дивизион
- 99-й отдельный сапёрный ордена Красной Звезды[10] батальон
- 41-й отдельный ордена Красной Звезды[10] батальон связи

## Отличившиеся воины дивизии
| Награда                    | Ф. И. О.                         | Должность | Звание             | Дата награждения | Примечания |
| -------------------------- | -------------------------------- | --- | ------------------ | ---------------- | --- |
|                            | Антонов, Иван Лаврентьевич       | Разведчик 20-й разведывательной роты                                                                           | старший сержант    | 04.04.1945       | в составе дивизии 3-я степень ордена. Перенаграждён 19.08.1955. Антонов И. Л. во время войны был трижды в разных дивизиях награждён 3-й степенью ордена. |
|                            | Азизов, Домулло                  | командир пулемётного расчёта                                                                                   | сержант            | 30.10.1943       | погиб 24.11.1943 |
|                            | Алимбетов, Абылай                | командир отделения роты автоматчиков 303-го стрелкового полка                                                  | сержант            | 30.10.1943       | |
|                            | Бахметьев, Иван Андреянович      | командир 120-го стрелкового полка                                                                              | полковник          | 30.10.1943       | |
|                            | Бутылкин, Виктор Васильевич      | командир батареи 118-го артиллерийского полка                                                                  | лейтенант          | 30.10.1943       | 15.10.1943 вызвал огонь на себя, остался жив |
|                            | Горбунов, Андрей Михайлович      | командир 237-го стрелкового полка                                                                              | подполковник       | 30.10.1943       | |
|                            | Дёмин, Николай Тарасович         | стрелок 303-го стрелкового полка                                                                               | красноармеец       | 30.10.1943       | |
|                            | Елистратов, Сергей Алексеевич    | командир отделения разведки                                                                                    | сержант            | 30.10.1943       | |
|                            | Звягин, Андрей Григорьевич       | стрелок 120-го стрелкового полка                                                                               | красноармеец       | 30.10.1943       | |
|                            | Ибрагимов, Темирбек              | Разведчик 20-й отдельной разведроты                                                                            | сержант            | 30.10.1943       | посмертно |
|                            | Ильин, Степан Петрович           | командир отделения 99-го отдельного сапёрного батальона                                                        | старший сержант    | 30.10.1943       | |
|                            | Исаханов, Берген                 | командир отделения 120-го стрелкового полка                                                                    | сержант            | 30.10.1943       | |
|                            | Казаков, Константин Фёдорович    | командир отделения 303-го стрелкового полка                                                                    | старший сержант    | 30.10.1943       | |
|                            | Каумбаев, Тоганбай               | командир отделения 20-й отдельной разведывательной роты                                                        | сержант            | 30.10.1943       | |
|                            | Калмыков, Алексей Сергеевич      | командир дивизиона 118-го артиллерийского полка                                                                | капитан            | 24.12.1943       | |
|                            | Квитович, Дмитрий Константинович | адъютант старший батальона 303-го стрелкового полка                                                            | старший лейтенант  | 30.10.1943       | |
|                            | Кикош, Михаил Иванович           | командир роты 120-го стрелкового полка                                                                         | старший лейтенант  | 30.10.1943       | |
|                            | Колодий, Иван Михайлович         | радиотелеграфист 118-го артиллерийского полка                                                                  | ефрейтор           | 30.10.1943       | |
|                            | Кудрин, Дмитрий Феопемтович      | помощник командира взвода пешей разведки 120-го стрелкового полка                                              | старший сержант    | 30.10.1943       | |
|                            | Кузовков, Иван Александрович     | командир дивизии                                                                                               | генерал-майор      | 30.10.1943       | |
|                            | Кулешов, Иван Захарович          | исполняющий обязанности командира батальона 120-го стрелкового полка                                           | капитан            | 30.10.1943       | |
|                            | Ларионов, Семён Архипович        | исполняющий должность командира огневого взвода истребительно-противотанковой батареи 237-го стрелкового полка | старший сержант    | 30.10.1943       | |
|                            | Лемайкин, Иван Самсонович        | разведчик 120-го стрелкового полка                                                                             | красноармеец       | 30.10.1943       | |
|                            | Лобанов, Иван Михайлович         | командир отделения 20-й отдельной разведывательной роты                                                        | сержант            | 30.10.1943       | |
|                            | Ломакин, Алексей Яковлевич       | командир пулемётной роты 120-го стрелкового полка                                                              | лейтенант          | 30.10.1943       | |
|                            | Ляхов, Георгий Васильевич        | заместитель командира батальона 120-го стрелкового полка                                                       | капитан            | 30.10.1943       | |
|                            | Малоног, Григорий Филиппович     | начальник оперативного отделения штаба дивизии                                                                 | подполковник       | 30.10.1943       | |
|                            | Новиков, Николай Александрович   | Командир дивизиона 118-го артиллерийского полка                                                                | капитан            | 24.12.1943       | посмертно |
|                            | Онтаев, Бейсен Сеитович          | Разведчик 120-го стрелкового полка                                                                             | красноармеец       | 30.10.1943       | |
|                            | Пахомов, Пётр Михайлович         | помощник командира взвода 20-й отдельной разведроты                                                            | сержант            | 30.10.1943       | |
|                            | Пищикевич, Борис Тарасович       | агитатор политотдела дивизии                                                                                   | майор              | 30.10.1943       | |
|                            | Постолюк, Александр Павлович     | комсорг 2 батальона 120-го стрелкового полка                                                                   | старший сержант    | 30.10.1943       | Лишён звания 07.02.1951 |
|                            | Потапенко, Филипп Алексеевич     | зам. командира батальона 237-го стрелкового полка                                                              | капитан            | 30.10.1943       | умер от ран |
|                            | Пятковский, Иван Максимович      | командир роты связи 120-го стрелкового полка                                                                   | капитан            | 30.10.1943       | — |
|                            | Редько, Алексей Николаевич       | командир пулемётного взвода 120-го стрелковая полка                                                            | младший лейтенант  | 30.10.1943       | погиб 15.10.1943 |
|                            | Рындин, Павел Антонович          | парторг батальона 120-го стрелкового полка                                                                     | старший лейтенант  | 30.10.1943       | |
|                            | Сердюков, Иосиф Ильич            | сапёр 99-го отдельного сапёрного батальона                                                                     | ефрейтор           | 30.10.1943       | — |
|                            | Сидоров, Александр Васильевич    | заместитель командира 120-го стрелкового полка по политической части                                           | подполковник       | 30.10.1943       | — |
|                            | Сорокин, Михаил Яковлевич        | командир артиллерийского дивизиона                                                                             | майор              | 30.10.1943       | — |
| Герой Российской Федерации | Стрекаловский, Михаил Михайлович | разведчик 120-го стрелкового полка                                                                             | рядовой в отставке | 24.03.1996       | посмертно |
|                            | Сулейменов, Джолдас              | разведчик 120-го стрелкового полка                                                                             | красноармеец       | 30.10.1943       | |
|                            | Суровцев, Борис Николаевич       | командир отделения 99-го отдельного сапёрного батальона                                                        | старший сержант    | 30.10.1943       | |
|                            | Сушков, Фёдор Филиппович         | командир отделения автоматчиков 120-го стрелкового полка                                                       | старший сержант    | 30.10.1943       | |
|                            | Таскулов, Кенилбай               | разведчик 120-го стрелкового полка                                                                             | сержант            | 03.1943          | |
|                            | Тимонов, Василий Николаевич      | старший радиотелеграфист 118-го артиллерийского полка                                                          | старший сержант    | 30.10.1943       | |
|                            | Титов, Василий Фёдорович         | Помощник командира взвода 120-го стрелкового полка                                                             | старший сержант    | 30.10.1943       | |
|                            | Тихонов, Константин Андреевич    | Командир взвода 120-го стрелкового полка                                                                       | старший сержант    | 30.10.1943       | |
|                            | Усманов, Джурахан                | помощник командира взвода 237-го стрелкового полка                                                             | старший сержант    | 15.01.1944       | |
|                            | Хребто, Семён Григорьевич        | помощник командира взвода 120-го стрелкового полка                                                             | старший сержант    | 24.03.1945       | пропал без вести |
|                            | Чабурин, Фрол Петрович           | командир батальона 120-го стрелкового полка                                                                    | майор              | 30.10.1943       | |
|                            | Чернов, Михаил Макарович         | помощник командира взвода 303-го стрелкового полка                                                             | старший сержант    | 24.03.1945       | |
|                            | Шаумян, Иван Константинович      | командир отделения взвода химической защиты 120-го стрелкового полка                                           | сержант            | 30.10.1943       | |
|                            | Шапочкин, Михаил Фирсович        | комсорг стрелкового батальона 120-го стрелкового полка                                                         | ефрейтор           | 30.10.1943       | |
|                            | Шевелёв, Николай Артамонович     | заместитель по политической части командира батальона 120-го стрелкового полка                                 | капитан            | 30.10.1943       | |
|                            | Шибаев, Михаил Петрович          | командир взвода пешей разведки 120-го стрелкового полка                                                        | старший сержант    | 30.10.1943       | |